# Bedosia balca
Bedosia balca är en fjärilsart som beskrevs av William Schaus 1905. Bedosia balca ingår i släktet Bedosia och familjen Mimallonidae. Inga underarter finns listade i Catalogue of Life.